# Euphausia crystallorophias
Euphausia crystallorophias (Holt & Tattersall, 1906), noto comunemente come ice krill o krill di cristallo, è un crostaceo appartenente all'ordine Euphausiacea e alla famiglia Euphausiidae diffuso in Antartide. Vive nelle acque costali intorno all'Antartide, più a sud di qualsiasi altra specie di krill. I primi esemplari di questa specie furono osservati e descritti da Robert Falcon Scott, mentre incideva buchi nel ghiaccio durante la Spedizione Discovery.

## Descrizione
Gli esemplari adulti di E. crystallorophias risultano più piccoli di quelli appartenenti alla specie E. superba, raggiungendo una lunghezza di 23-25 millimetri; possono essere distinti dai giovani E. superba per la maggior grandezza degli occhi e per il rostro lungo ed appuntito.

## Biologia
E. crystallorophias si ciba di batteri, diatomee, detriti e altri microorganismi, comprese le alghe che si formano nello strato inferiore delle banchise. Sono a loro volta un'importante fonte nutritiva per pesci, balene e pinguini, specialmente foche di Weddell, pigoscelidi di Adelia e aringhe antartiche. Ciò lo rende il più importante collegamento nella catena alimentare tra i consumatori primari e la macrofauna nelle coste antartiche. A differenza di quelle di altre specie di krill, le uova di E. crystallorophias non affondano, ma restano sospese nell'acqua: le larve non devono quindi nuotare alla ricerca di acque meno profonde. Nonostante ciò, dato che abitano alle stesse profondità, non è risaputo come le larve non evitino di venir mangiate dagli adulti della stessa specie.

## Distribuzione e habitat
E. crystallorophias si può trovare lungo le coste dell'Antartide, dove sostituisce E. superba, più oceanica e frequente al di sopra del 74º parallelo sud. Solitamente, si trova a profondità di circa 350-600 metri, ma occasionalmente è stata trovata anche a profondità fino ai 4000 metri.